# Georges-Charles de Heeckeren d'Anthès
El baró Georges-Charles de Heeckeren d'Anthès (5 de febrer de 1812 - 2 de novembre de 1895) fou un militar i polític francès. Malgrat la seva carrera posterior com a senador en el marc del Segon Imperi Francès, el nom de D'Anthès ha esdevingut més famós per haver matat Aleksandr Puixkin, el gran poeta rus, en un duel.

## Carrera
Nascut a Colmar de pares aristocràtics alsacians, primer nen entre sis fills, estava destinat a la carrera militar. Per tant, el van enviar a Saint-Cyr, l'acadèmia militar francesa de primer nivell, i, el 1830, com a oficial de cavalleria, recolzà el partit de Carles X durant la revolució de juliol. Després de l'exili d'aquest últim, d'Anthès es va negar a servir sota la Monarquia de Juliol, va deixar l'exèrcit i es va retirar a la casa del seu pare a Alsàcia.
Atès que va ser autoritzat pel govern francès a servir a l'estranger sense perdre la nacionalitat, es va comprometre per primera cop amb Prússia, i després amb Rússia. A Sant Petersburg, va aconseguir entrar al Regiment dels cavallers-guàrdies de l'emperadriu com a corneta. Dos anys més tard, el 1836, va esdevenir tinent.
Els seus llaços familiars i la seva bona aparença li van donar accés a l'alta societat de Sant Petersburg. Va ser allà on va conèixer al plenipotenciari holandès a la cort, el Baró Heeckeren,el qual, després d'una llarga correspondència i un viatge a Alsàcia, va proposar al pare de d'Anthès que adoptés el seu fill com el seu hereu. Després de l'acord del Rei dels Països Baixos, Georges-Charles d'Anthès va prendre el nom de Georges-Charles de Heeckeren d'Anthès. El mateix any fou incorporat a la noblesa neerlandesa amb el títol de baró i els seus descendents encara formen part de la noblesa dels Països Baixos.
Segons afirmà el príncep A. Trubetskoi:  "... d'Anthés era conegut per les seves entremaliadures, força inofensives i apropiades per als joves, excepte una, de la qual ens vam adonar molt més tard. No sé pas què dir: si va prendre Heeckeren o Heeckeren el va prendre a ell... en general, ... en el tracte amb Heeckeren fou sempre un interlocutor passiu".

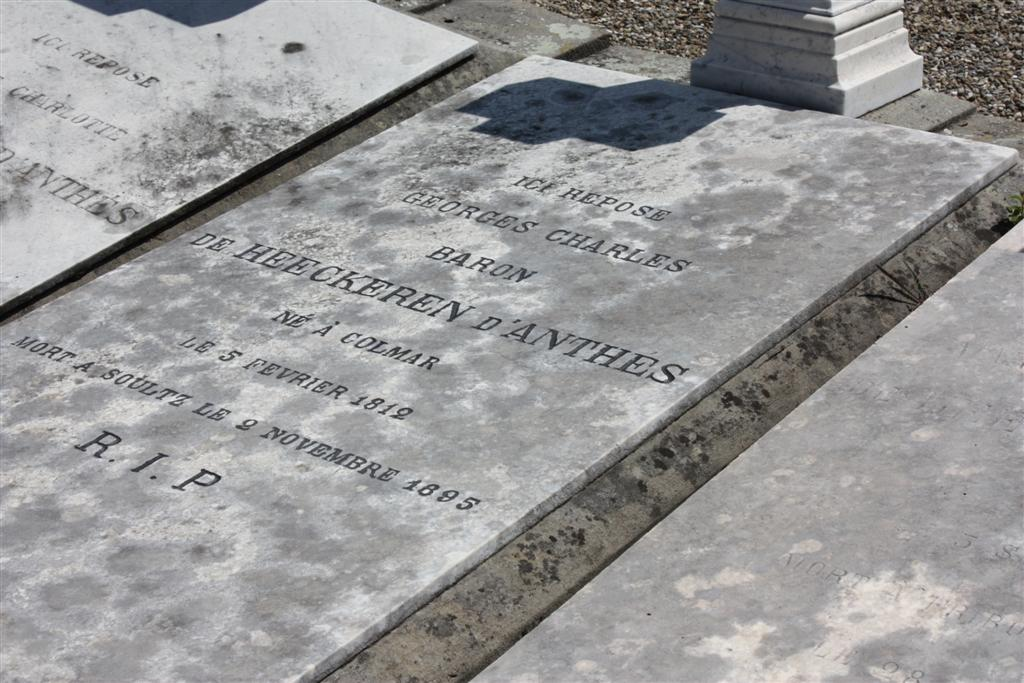
Tomba de D'Anthès. Soultz. Juny del 2009

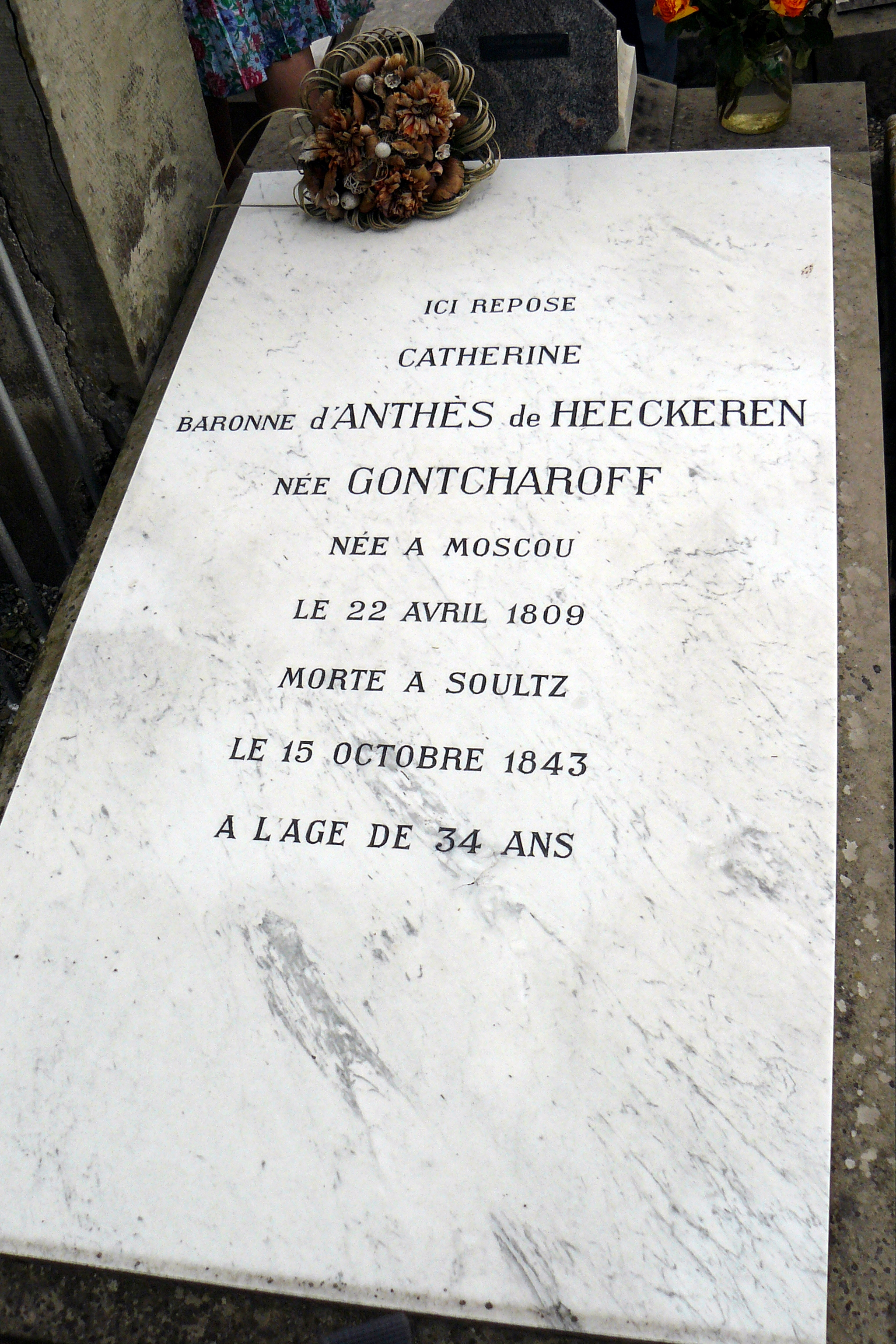
Tomba de Iekaterina Gontxarova

D'Anthès va conèixer Puixkin i la seva dona, Natàlia, una bella i coqueta dona jove que tenia molts admiradors. D'Anthès la va festejar d'una manera compromesa. Quan finalment fou rebutjat per Natàlia Púixkina, d'Anthès, juntament amb el seu pare adoptiu, produí diverses còpies d'un pasquí anònim adreçat a Puixkin i els va enviar a diversos dels millors amics de Puixkin, així com al propi Puixkin. El pasquí era una falsa carta d'adjudicació a Puixkin del títol de Coadjutor Gran Mestre i historiògraf de l'Orde dels Cornuts.
Per acabar-ho d'adobar, d'Anthès va casar amb la germana de Natàlia, Iekaterina Gontxarova, el 10 de gener de 1837. S'ha suggerit que la participació de D'Anthès i el matrimoni amb la germana de Natàlia va ser ideat per contradir la xafarderia de la societat que perseguia Natàlia. En qualsevol cas, això no va ser suficient per resoldre el conflicte entre els dos nous cunyats. Després de casar-se amb Ieakaterina, d'Anthès van continuar comportant-se provocativament amb Natàlia, fet que instigaria un nou desafiament de duel.
A la tarda del 27 de gener de 1837, d'Anthès va disparar primer, i va ferir mortalment Puixkin a l'estómac. Puixkin, que havia lluitat en diversos duels, va aconseguir aixecar-se i disparar d'Anthès, però només el va ferir lleument al braç dret. Mentre jeia al seu llit de mort, Puixkin va enviar un missatge a d'Anthès on li perdonava de qualsevol delicte. Puixkin va morir dos dies més tard, després de la qual cosa d'Anthès va ser detingut a la Fortalesa de Pere i Pau de Sant Petersburg. Els duels eren il·legals a Rússia, i d'Anthès va ser portat a judici, però va ser indultat per l'emperador. Desposseït del seu rang, va ser escortat de tornada a la frontera i se li va ordenar sortir de Rússia de forma permanent. A Berlín, va ser acompanyat per la seva esposa, i la parella va tornar a França, a la regió del seu pare. Allí va començar una reeixida carrera política: com el primer president de l'assemblea local, després membre de l'Assemblea Nacional Constituent 1848-1852, i, per fi, senador inamovible, 1852-1870.
La seva esposa va morir el 15 octubre 1843 en donar a llum el seu quart fill. Va morir el 2 de novembre 1895 a la seva casa de Soultz-Haut-Rhin (Sulz / Oberelsaß) de la família, llavors part de l'Imperi Alemany.